# Jüdischer Friedhof (Guttentag)
Koordinaten: 50° 43′ 28,5″ N, 18° 27′ 46,1″ O

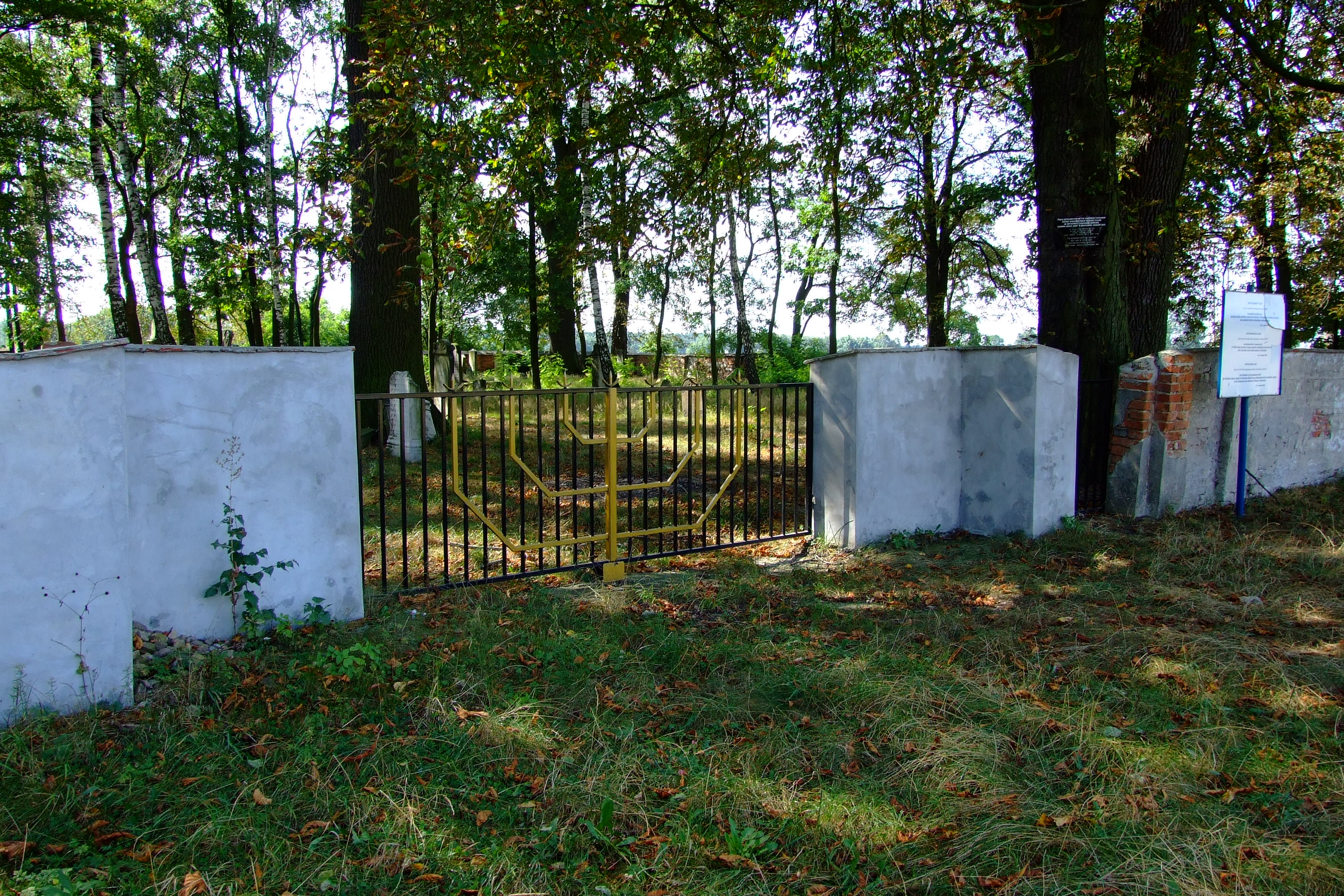
Eingang zum Friedhof

Der Jüdische Friedhof in Guttentag (polnisch Dobrodzień), einer polnischen Kreisstadt im Powiat Brzeski der Woiwodschaft Oppeln, wurde vermutlich in der Mitte des 18. Jahrhunderts errichtet. Der jüdische Friedhof an der Straße nach Lublinitz ist seit 1988 ein geschütztes Kulturdenkmal.

## Geschichte
Der über Jahrzehnte verfallene jüdische Friedhof wurde ab 2001 durch eine internationale Initiative mit Jugendlichen aus Polen, Deutschland und Israel wieder in einen gepflegten Zustand versetzt. Die überwucherte Fläche wurde von Vegetation befreit und die Grabsteine wurden wieder aufgerichtet. Etwa 200 Steine bzw. Grabsteinfragmente sind heute noch vorhanden, der älteste stammt aus dem Jahr 1773.